# مقاطعة مورتون (كانساس)
مقاطعة مورتون (بالإنجليزية: Morton County) هي إحدى مقاطعات ولاية كانساس في الولايات المتحدة الأمريكية، تقع في أقصى الزاوية الجنوبية الغربية من الولاية. تأسست المقاطعة في 20 فبراير 1886، وسُمّيت تيمنًا بـ أوليفر بيري مورتون، الحاكم الرابع عشر لولاية إنديانا وعضو مجلس الشيوخ الأمريكي خلال الحرب الأهلية.

### الجغرافيا
تبلغ مساحة مقاطعة مورتون حوالي 1,890 كيلومترًا مربعًا، وتحدها من الغرب ولاية كولورادو، ومن الجنوب ولاية أوكلاهوما، مما يمنحها موقعًا استراتيجيًا على مفترق طرق ثلاث ولايات. تُعد مدينة إلكهارت (Elkhart) المركز الإداري للمقاطعة وأكبر مدنها، وتقع على الحدود مع أوكلاهوما، على بعد حوالي 8 أميال شرق كولورادو.

### السكان
وفقًا لتقديرات مكتب الإحصاء الأمريكي لعام 2024، يبلغ عدد سكان مقاطعة مورتون حوالي 2,485 نسمة، مما يجعلها من أقل المقاطعات كثافة سكانية في ولاية كانساس . وقد شهدت المقاطعة انخفاضًا سكانيًا ملحوظًا خلال العقود الأخيرة، حيث بلغ عدد السكان 3,233 نسمة في عام 2010، و2,703 نسمة في عام 2020 .FRED

### الاقتصاد
يعتمد اقتصاد مقاطعة مورتون بشكل رئيسي على الزراعة وتربية المواشي، مستفيدًا من الأراضي الزراعية الواسعة والمناخ شبه الجاف. كما توجد بعض الأنشطة المرتبطة باستخراج النفط والغاز الطبيعي، بالإضافة إلى السياحة البيئية في المناطق الطبيعية المحمية.

### المعالم البارزة
- مراعي سيمارون الوطنية (Cimarron National Grassland): تُعد هذه المراعي أكبر منطقة أراضٍ عامة في ولاية كانساس، وتغطي مساحة تُقدّر بـ 108,175 فدانًا. تتميز بتنوعها البيئي وتاريخها الغني، حيث تمر بها أجزاء من طريق سانتا في التاريخي.[7]
- نقطة الصخور (Point of Rocks): تُعتبر هذه التشكيلة الصخرية من المعالم الجغرافية البارزة في المقاطعة، وكانت تُستخدم كعلامة إرشادية للمسافرين على طريق سانتا في. تقع على ارتفاع 3,540 قدمًا فوق مستوى سطح البحر، وتُعد ثالث أعلى نقطة في ولاية كانساس.[8]

### المدن والبلدات
- إلكهارت (Elkhart): المركز الإداري وأكبر مدن المقاطعة.[9]
- رولا (Rolla): مدينة صغيرة تأسست في أوائل القرن العشرين، وتُعد من المجتمعات الزراعية في المنطقة.[10]
- ريتشفيلد (Richfield): كانت المركز الإداري الأصلي للمقاطعة قبل أن تنتقل هذه الصفة إلى إلكهارت.[11]